# Simcoe Place
Simcoe Place ist ein Wolkenkratzer in Toronto, Ontario, Kanada. Das Gebäude an der Front Street erreicht eine Höhe von 148 Metern und verfügt über 33 Etagen. Es wurde 1995 von Carlos A. Ott und NORR fertiggestellt. Das Gebäude zeichnet sich durch eine spätmoderne Architektur aus. Das Gebäude wurde für das Immobilienunternehmen Cadillac Fairview gebaut. Es war das einzige größere Gebäude das Mitte der 1990er Jahre, während der ersten Immobilienblase, in Toronto gebaut wurde.
Als spezielles Projekt begleitete Mary Gooderham, eine Reporterin der Zeitung The Globe and Mail, zwei Jahre lang das Bauvorhaben. Es wurden 110 Kolumnen daraus, die man anschließend zusammenfügte und ein Buch mit dem Titel A Building Goes Up: The Making of a Skyscraper veröffentlichte.

## Einrichtungen und Mieter
In der Halle befinden sich mehrere Restaurants und Cafés die auch öffentlich zugänglich sind. In dem Gebäude haben mehrere Unternehmen Büroflächen angemietet, darunter:
- Bank of America
- Berkshire Hathaway Group
- GE Real Estate Equity
- Walt Disney Television
- Work Safety and Insurance Board